# Radio 1
Radio 1 je soukromé pražské rádio, které se věnuje alternativní hudbě a kultuře. Svým vznikem na rozmezí let 1990 a 1991 se stalo první soukromou nezávislou rozhlasovou stanicí v tehdejším Československu.
Faktickým předchůdcem bylo Rádio Stalin, které začalo na frekvenci 92,6 MHz vysílat 19. října 1990 v rámci výstavy Totalitní zóna v podzemí bývalého Stalinova pomníku v Praze na Letné. Toto vysílání bylo fakticky i právně pirátské, a proto bylo po několika dnech úředně zastaveno včetně zabavení vysílací technologie. Protože však vysílání vzbudilo mimořádný ohlas, vznikla během krátké chvíle petice za jeho obnovení (a proti monopolu státního rozhlasu a televize), kterou podepsalo na 30 000 lidí.
Po vyřízení nezbytných úředních formalit bylo zařízení vráceno majitelům a stanice mohla, už pod definitivním názvem, začít oficiálně vysílat na jaře roku 1991. Postupně prošlo vývojem od čistě rockových počátků po nástup anglické kytarové scény a začátek taneční hudby. Dnes tvoří hlavní součást programu různé formy taneční hudby a alternativní rock, své místo ve vysílání mají i menšinové hudební žánry, komponované pořady a publicistické relace.
V letech 2004 – 2007 byla většinovým majitelem Radia 1 irská společnost Communicorp, dnes ho vlastní pražská mediální skupina Radio United Services, do jejíhož portfolia patří i Country Radio, Radio Beat, Rádio Kiss, Radio Spin a Signál rádio.
Od konce roku 2013 je Radio 1 součástí digitálního DAB multiplexu společnosti RTI cz.
Od konce roku 2016 Radio 1 získalo od Rady pro rozhlasové a televizní vysílání (RRTV) první frekvenci, která mu umožňuje šířit analogový signál i mimo území hlavního města Prahy. Radio 1 tedy lze momentálně naladit také v okolí Plzně na frekvenci 97,5 MHz.
V roce 2020 Rádio 1 zahájilo vysílání i v Liberci na 98,7 FM a v Českých Budějovicích na 100,2 FM.
V roce 2025 Rádio 1 vstoupilo do digitální celoplošné vysílací sítě ČRa DAB+ CZ.
|                  | Vysílací Frekvence |
| ---------------- | ------------------ |
| Praha            | 91,9 FM            |
| Plzeň            | 97,5 FM            |
| Liberec          | 98,7 FM            |
| České Budějovice | 100,2 FM           |

| Vysílač                     | Kanál | Kmitočet    | Výkon (ERP) | Polarizace |
| --------------------------- | ----- | ----------- | ----------- | ---------- |
| Praha / město               | 11D   | 222,064 MHz | 20 kW       | vertikální |
| Brno / Hády                 | 7C    | 192,352 MHz | 10 kW       | vertikální |
| Brno / Kojál                | 7C    | 192,352 MHz | 10 kW       | vertikální |
| Plzeň / Radeč               | 11B   | 218,640 MHz | 10 kW       | vertikální |
| Ostrava / Hošťálkovice      | 11D   | 222,064 MHz | 10 kW       | vertikální |
| Olomouc / Radíkov           | 11B   | 218,640 MHz | 2 kW        | vertikální |
| Jihlava / Rudný             | 7B    | 190,640 MHz | 1 kW        | vertikální |
| Nový Jičín / Veselský kopec | 11D   | 222,064 MHz | 1 kW        | vertikální |
| Tachov / Rozsocha           | 11B   | 218,640 MHz | 1 kW        | vertikální |
| Beroun / vrch Děd           | 11D   | 222,064 MHz | 0,32 kW     | vertikální |
| Tasov                       | 7B    | 190,640 MHz | 0,32 kW     | vertikální |
| Čtyřkoly                    | 11D   | 222,064 MHz | 0,2 kW      | vertikální |
| Kácov                       | 11D   | 222,064 MHz | 0,2 kW      | vertikální |
| Křoví                       | 7B    | 190,640 MHz | 0,2 kW      | vertikální |
| Mechnov                     | 11D   | 222,064 MHz | 0,2 kW      | vertikální |
| Rosice                      | 7C    | 192,352 MHz | 0,2 kW      | vertikální |
| Velké Meziříčí              | 7B    | 190,640 MHz | 0,2 kW      | vertikální |